# Nectandra cufodontisii
Nectandra cufodontisii är en lagerväxtart som först beskrevs av Otto Christian Schmidt, och fick sitt nu gällande namn av C. K. Allen. Nectandra cufodontisii ingår i släktet Nectandra och familjen lagerväxter. Inga underarter finns listade i Catalogue of Life.